# Shinkansen série 300
Les Shinkansen série 300 (新幹線300系電車, Shinkansen 300-kei densha) étaient une série de 69 rames automotrices électriques à grande vitesse appartenant à la JR West et à la JR Central et exploitées jusqu'en 2012 sur les lignes Shinkansen Tōkaidō et Sanyō au Japon.

## Caractéristiques générales
Les Shinkansen 300 sont tous composés de 16 voitures, alternant motrices et remorques (R-M-R-2M-R-2M-R-2M-R-2M-R-M). Leur vitesse commerciale maximum est de 270 km/h, bien qu'ils aient été conçus pour rouler à 285 km/h. Techniquement, les Shinkansen 300 sont les premiers modèles à utiliser des moteurs triphasés asynchrones (jusqu'alors, les Shinkansen étaient équipés de moteurs à courant continu).
Les voitures 8 à 10 sont des Green car, la première classe, avec des rangées de 4 sièges (2+2). Les autres voitures sont
dédiées à la classe standard, avec des rangées de 5 sièges (3+2).
Le profil des voitures d'extrémité, avec ses arêtes courbées, tranche avec la forme de nez d'avion des modèles précédents de Shinkansen.
La livrée extérieure est blanche, avec une bande bleue.

## Services
Les premiers Shinkansen 300 entrèrent en service en mars 1992 sur les services Nozomi nouvellement créés, d'abord sur la ligne Tōkaidō, puis sur la ligne Sanyō. Au fur et à mesure des livraisons, ils remplacent les Shinkansen 100 sur les services Hikari et enfin les Shinkansen 0 sur les services Kodama.
Avec l'arrivée des Shinkansen 500, mais surtout des Shinkansen 700, les Shinkansen 300 furent retirés progressivement des services Nozomi (dernier service régulier en décembre 2001) pour n'effectuer que des services Hikari et Kodama.
Les Shinkansen 300 commencèrent à être réformés à partir de 2007, 15 ans seulement après leur mise en service. La dernière rame a roulé le 16 mars 2012 sur un service spécial Nozomi , entre Tokyo et Shin-Osaka.

## Photos

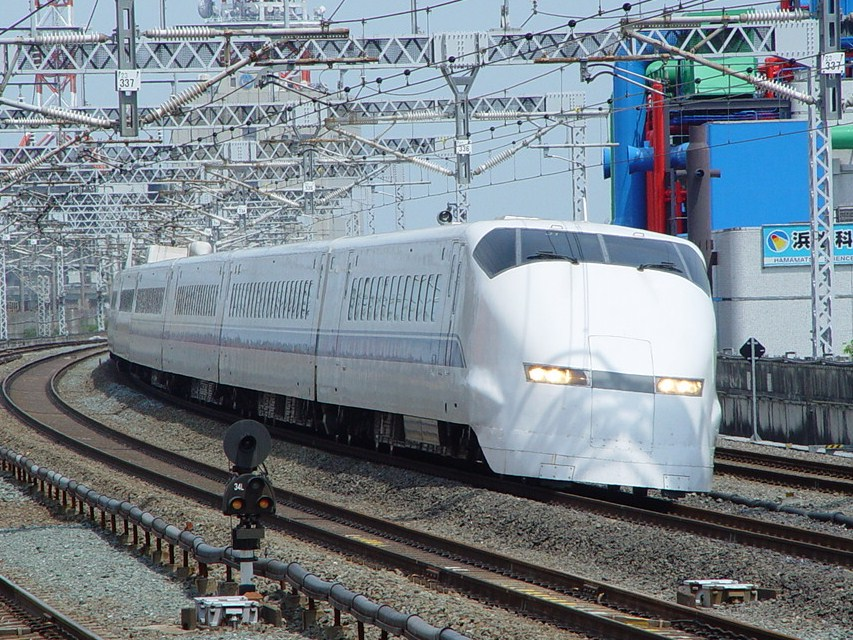
Rame J1 prototype du Shinkansen 300
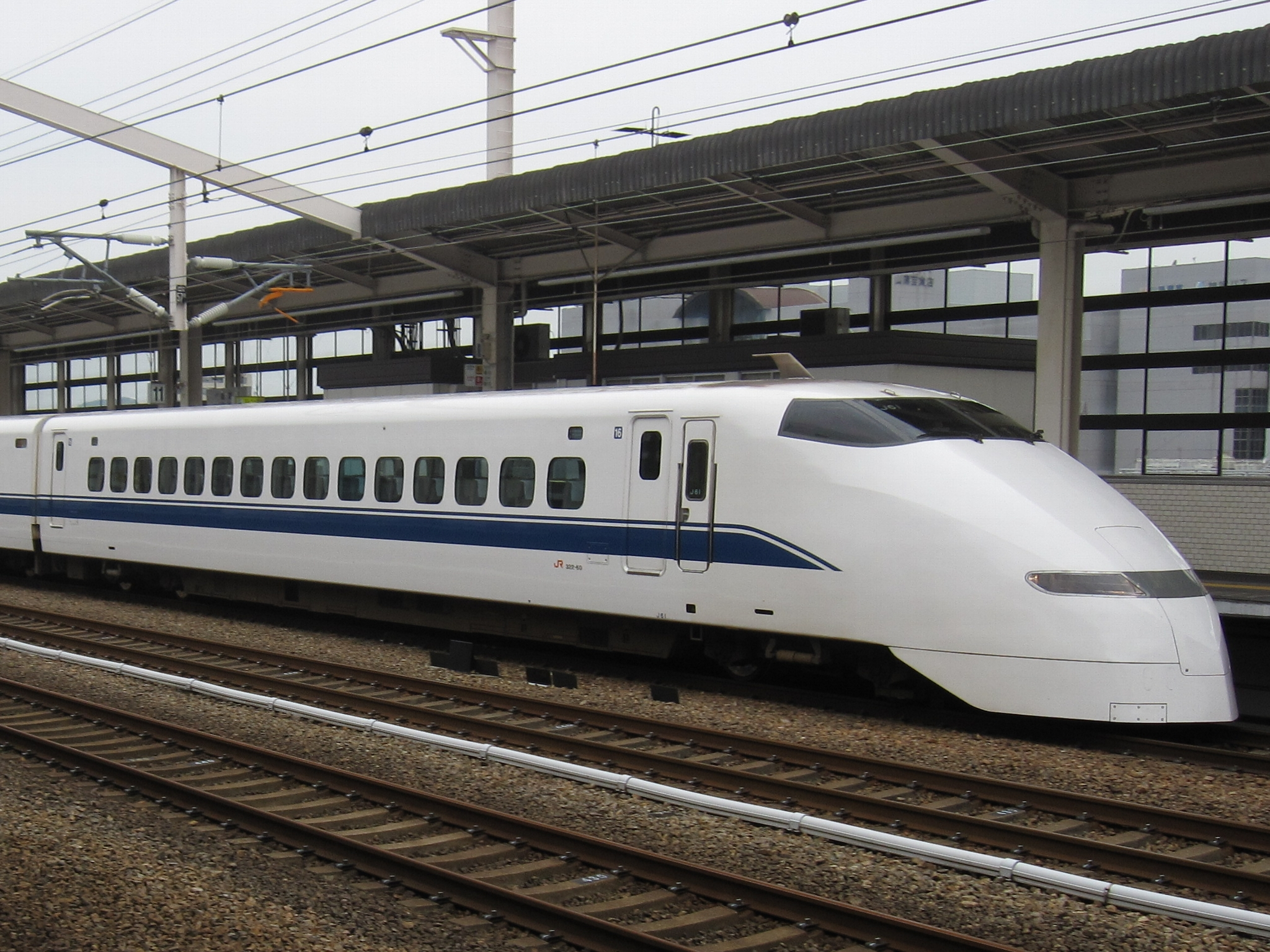
Le nez biseauté du Shinkansen 300
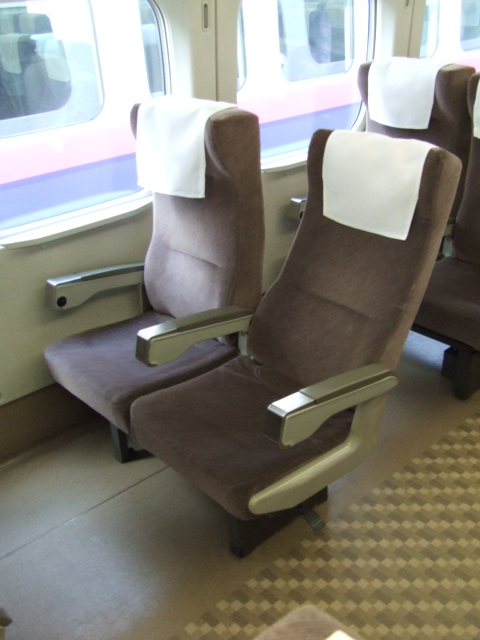
Sièges de la classe standard
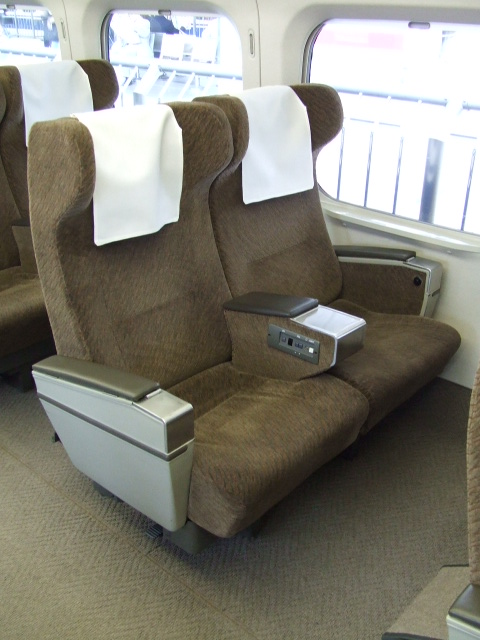
Sièges des Green car
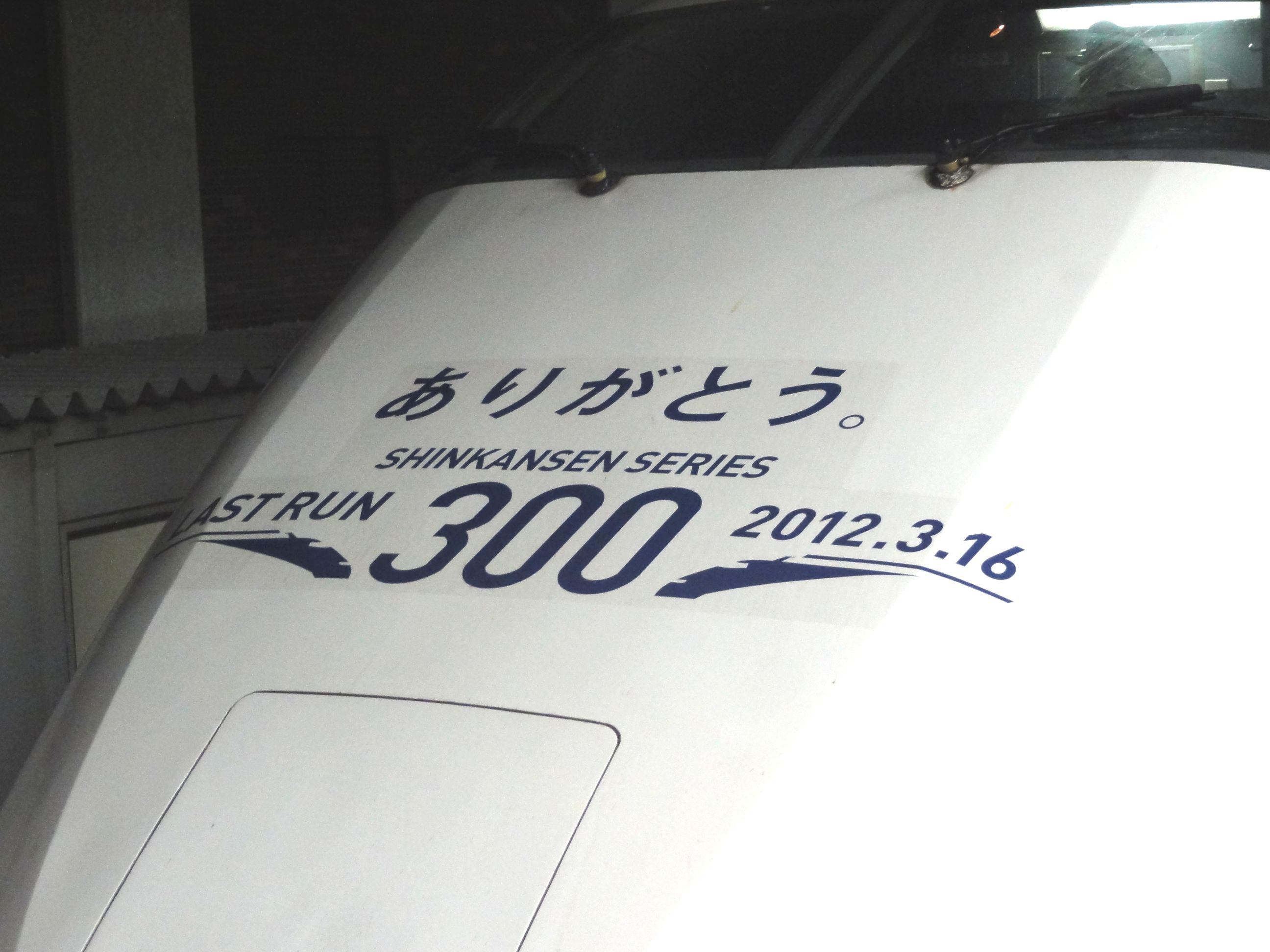
Autocollant spécial pour le dernier service du Shinkansen 300 le 16 mars 2012.

## Préservation
La voiture d'extrémité no 322-9001 de la rame prototype est exposée au SCMaglev and Railway Park de Nagoya.